# If I Fell
«If I Fell (In Love with You)» (с англ. — «Если я влюблюсь в тебя») — песня английской рок-группы The Beatles, вошедшая в альбом 1964 года A Hard Day’s Night и в американский сборник Something New. Песня написана Джоном Ленноном при участии Пола Маккартни. В Великобритании сингл с песней вышел 4 декабря 1964 года. В США песню издали на оборотной стороне сингла «And I Love Her». Также сингл с песней вышел в Норвегии, где занял первое место в чартах.

## О песне
Песня написана Джоном Ленноном 13 января 1964 года. По словам Джона, это была его первая попытка сочинить достойную балладу.
"Это моя первая попытка написать балладу. Песня является как бы предшественницей «In My Life». В обеих песнях одинаковое созвучие: ре, си минор и ми минор. Ещё она полуавтобиографична, но это вышло не специально. По ней видно, что я уже давно писал сентиментальные любовные баллады, глупые романтические песенки.
Джон Леннон посвятил эту песню своей жене Синтии Леннон (Пауэлл).
Стереомикс песни (вошедший в LP-альбом A Hard Day’s Night и сборник Something New) демонстрирует дабл-трек Джона[стиль].
Музыканты исполнили песню во время гастролей по США и Канаде в 1964 году. Группа типично исполнила песню в убыстрённом темпе в отличие от студийной версии, и Леннон и Маккартни часто пели это с только подавленным смехом[стиль]. В одном из выступлений песня называлась «If I Fell Over» (с англ. — «Если я снова влюблюсь»). Песня была также впервые исполнена в музыкальном фильме «Вечер трудного дня». В фильме «If I Fell» — первая из четырёх песен, где показаны все этапы работы над ней — от начальных репетиций до завершающего выступления с готовой песней в телевизионном шоу[стиль]. В январе 1964 года, перед первой поездкой в Америку, «Битлз» сделали несколько демоверсий композиции. Основные дубли были записаны 27 февраля 1964 года. В альбоме звучит 15-я версия.

## Структура песни
Песня известна своей необычной структурой, включающую неповторяющуюся вводную секцию и сопровождаемый текстом песни. Каждая секция имела немного расширенную форму, но без хора или связующей партии. Песня также показывает гармонию с двумя частями, исполненную Ленноном и Маккартни в один микрофон, в результате чего достигается эффект дуэта. В композиции особо отмечены сложные изменения аккорда. Тональность песни изменяется от ре-бемоль мажора до ре мажора между введением (серия убывающих баррэ) и главной песней, использующей главным образом открытые аккорды, включая необычный аккорд D9 (доминант-септаккорд с девятой ступенью или большой нонаккорд)[стиль].

## Выпуски сингла
- Великобритания: выпущен 4 декабря 1964 («А»-сторона («Tell Me Why») (Parlophone)[7]
- США: «Б»-сторона американского сингла — «And I Love Her» (Capitol)
- Норвегия: выпущена синглом в Норвегии, где стала хитом номер 1[8].

## Кавер-версии
- Группа Maroon 5 исполнили акустическую версию песни, вошедшую в их концертный альбом 1.22.03.Acoustic.
- Эван Рэйчел Вуд исполнила песню в фильме «Через Вселенную», основанном на 34 композициях The Beatles (эпизод, в котором Джуд и Люси выходят подышать свежим воздухом, а затем после разговора с Джудом Люси исполняет песню).
- Сэмми Кершоу записал кавер-версию для альбома Come Together: America Salutes The Beatles, которая позже вошла в альбом группы — Covers the Hits.
- Доминиканская группа Caña Brava записала версию, записанную в жанре меренге, вошедшую в альбом 1994 года The Best of the Best.
- Джейсон Кастро исполнил акустическую версию песни в 7-м сезоне популярного американского телешоу American Idol.
- Песня группы The Rutles — «With a Girl Like You» основана на песне «If I Fell».
- Реба Мсентайр также исполнила эту песню.
- Рита Ли записала свою версию песни в качестве бонус-трека к кавер-альбому Aqui, Ali, em Qualquer Lugar.

## Участники записи
- Джон Леннон — акустическая гитара, ведущий вокал
- Пол Маккартни — сверхдублированный вокал, бас-гитара
- Джордж Харрисон — электрическая гитара
- Ринго Старр — барабаны

## Факты
- Вокалист известной американской группы Nirvana Курт Кобейн назвал этой песню одной из своих любимых песен в творчестве The Beatles. Музыкант исполнял её каждый раз на концертах группы, когда возникали технические проблемы[5].